# Lee Petty
Lee Arnold Petty (ur. 14 marca 1914 w Randleman, zm. 5 kwietnia 2000 w Greensboro) – amerykański kierowca wyścigowy, trzykrotny mistrz głównej serii NASCAR. Jest ojcem Richarda Petty’ego, 7-krotnego mistrza serii NASCAR, a także dziadkiem Kyle Petty’ego, który dwa razy ukończył mistrzostwa na piątym miejscu i pradziadkiem Adama Petty’ego, który zginął podczas wypadku w treningu na torze New Hamshire Motor Speedway w 2000 roku. Założył wraz z synami zespół wyścigowy Petty Enterprises.
Urodził się w Randleman w Karolinie Północnej. Starty w wyścigach rozpoczął w wieku 35 lat. Wtedy to wziął udział w pierwszym wyścigu mistrzostw w historii, na torze Charlotte Speedway (niemającym nic wspólnego z Charlotte Motor Speedway), gdzie ukończył wyścig na 17 pozycji. Sezon zakończył na drugiej pozycji, za Redem Byronem. W 1954 roku odniósł 7 zwycięstw, a do 3 wyścigów startował z pierwszego pola. Zdobył 8649 punktów (o 283 więcej od Herba Thomasa) i zdobył swój pierwszy tytuł serii Grand National. W 1958 zdobył o jedno pole więcej, niż w 1954, znowu wygrał 7 wyścigów, oraz zdobył tytuł mistrza. Obronił go rok później, wygrywając już 11 wyścigów. 
Na pierwszych wyścigach Daytona 500 w 1959, Oldsmobile Dynamic 88 Petty’ego minął linię mety równo z Fordem Thunderbird Johnny’ego Beauchampa i Chevroletem Joego Weatherlaya. Nieoficjalnie za zwycięzcę uznano Beauchampa, Petty jednak oprotestował wynik. Jak powiedział: „Miałem Beauchampa dobre dwie stopy za sobą. Sam w sobie wiem, że wygrałem”. W rozstrzygnięcie wyścigu zaangażował się także Bill France Sr., założyciel serii NASCAR. Po trzech dniach oficjalnie przyznano zwycięstwo Petty’emu.
Petty startował w wyścigach NASCAR do 1964 roku, kiedy to wziął udział w dwóch wyścigach. W całej swej karierze wystartował w 427 wyścigach, wygrywając 54, a do 18 startując z pierwszego pola. Jako pierwszy kierowca zdobył aż trzy tytuły mistrza serii Grand National.
W 1990 znalazł się w  gronie wybitnych postaci związanych z wyścigami,  International Motorsports Hall of Fame. Został wybrany także jednym z 50 najlepszych kierowców NASCAR (Nascar's 50 Greatest Drivers).
Zmarł 5 kwietnia 2000 roku o 4:50 w wieku 86 lat w Moses H. Cone Memorial Hospital w Greensboro w Karolinie Północnej. Umarł kilka tygodni po operacji tętniaka żołądka. Został pochowany na cmentarzu w Randleman, w Karolinie Północnej.